# قرار مجلس الأمن التابع للأمم المتحدة رقم 193
قرار مجلس الأمن التابع للأمم المتحدة رقم 193، الذي اعتمد يوم 9 أغسطس 1964. بعد التدهور الخطير للحالة في قبرص، أكد المجلس من جديد نداءه إلى تركيا بوقف قصف الجزيرة، وإلى قبرص، بأمر جميع قواتها المسلحة بوقف إطلاق النار. ودعا المجلس الجميع إلى التعاون التام مع قائد قوة الأمم المتحدة لحفظ السلام في قبرص والامتناع عن أي عمل قد يؤدي إلى تفاقم الأعمال العدائية أو توسيعها.
اعتمد القرار بتسعة أصوات، مع امتناع عضوين عن التصويت هما تشيكوسلوفاكيا والاتحاد السوفياتي.